# Юрино (Гагарінський район)
Юрино (рос. Юрино) — присілок Гагарінського району Смоленської області Росії. Входить до складу Гагарінського сільського поселення.
Населення — 183 особи (2007 рік).

## Урбаноніми
У присілку є такі урбаноніми:
- вул Волгоградська
- вул Герцена
- вул Лісова
- вул Лугова
- вул Мічуріна
- Новий провулок
- вул Паркова
- вул Пушкіна
- вул Садова
- вул Центральна